# Wonderful (Travis Scott)
Wonderful è un singolo del rapper statunitense Travis Scott, pubblicato il 31 dicembre 2015 come primo estratto dal secondo album in studio Birds in the Trap Sing McKnight.

## Descrizione
Il brano contiene il featuring non accreditato del cantautore canadese The Weeknd.

## Tracce
1. Wonderful – 3:36